# Orval
Orval (Орваль, букв.: Золота долина) — торговельна марка бельгійського траппістського пива, що виробляється на території однойменного абатства, розташованого у бельгійській провінції Люксембург. За обсягами виробництва (450 тис.дал. пива на рік) займає четверте місце серед семи торговельних марок траппістського пива, чиї сукупні обсяги виробництва сягають 4,6 мільйонів декалітрів на рік.

## Історія

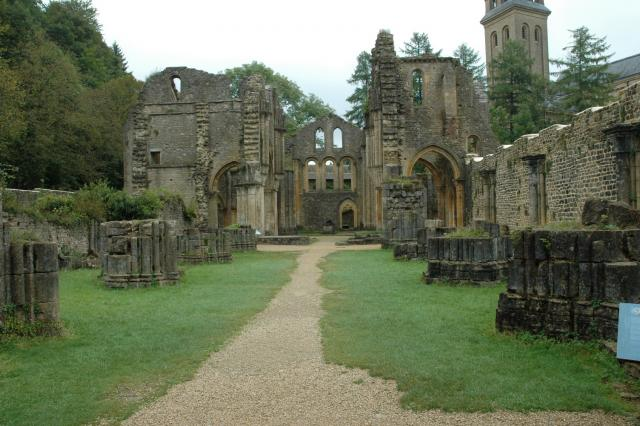
Руїни історичних будівель Абатства Орваль.

Абатство Орваль було засноване у XII сторіччі і за наявними даними мало пивоварне виробництво вже принаймні на початку XVII ст. Під час подій Французької революції у 1793 році монастир було повністю зруйновано. Відбудова монастиря почалася лише 1926 року, і відновлення пивоваріння на його землях у 1931 році було покликане насамперед забезпечити додаткове джерело фінансування відродження обителі. Комерційні поставки пива Orval розпочалися 1932 року і з часом продукція цього монастиря стала першим траппістським пивом, реалізація якого здійснювалася по всій Бельгії.
Від початку роботи сучасної броварні в Абатстві Орваль її продукція розливалася виключно в бочки. Згодом була побудована лінія з розливу пива у пляшки, сучасна потужність цієї лінії становить 24 тисячі пляшок на годину. Наразі пиво Orval розливається у 0,33 л пляшки ексклюзивного дизайну, до яких також додаються живі дріжджі, після чого відбувається процес повторного бродіння, який триває за температури 15 °C щонайменше чотири тижні. Після цього пиво відправляється на продаж. Водночас, пиво, призначене для продажу безпосередньо при броварні, проходить триваліший термін повторного бродіння, який сягає 6 місяців.
Як і у випадку інших траппістських броварень, доходи від продажів пива Orval продовжують традиційно спрямовуватися на забезпечення фінансових потреб абатства та благодійництво.

## Логотип
На логотипі торговельної марки Orval зображено форель, яка тримає в роті золоте кільце, що є посиланням на т. зв. легенду Орваля. За цією легендою графиня Матильда Тосканська, яка на той час вже овдовіла, перебуваючи в долині, де зараз розташоване абатство, зронила свою золоту обручку у воду. Вона звернулася до Бога з молитвою про повернення цінного для неї кільця, і тієї ж хвилини на поверхню випливла форель, яка тримала це кільце у роті.
Відповідно до легенди долина Орваль («Золота долина», фр. Val d'Or) завдячує цьому випадку своєю назвою, а однойменне абатство — своїм існуванням, оскільки вважається, що воно було збудоване саме за наказом Матильди Тосканської на знак подяки за повернення обручки.

## Асортимент пива

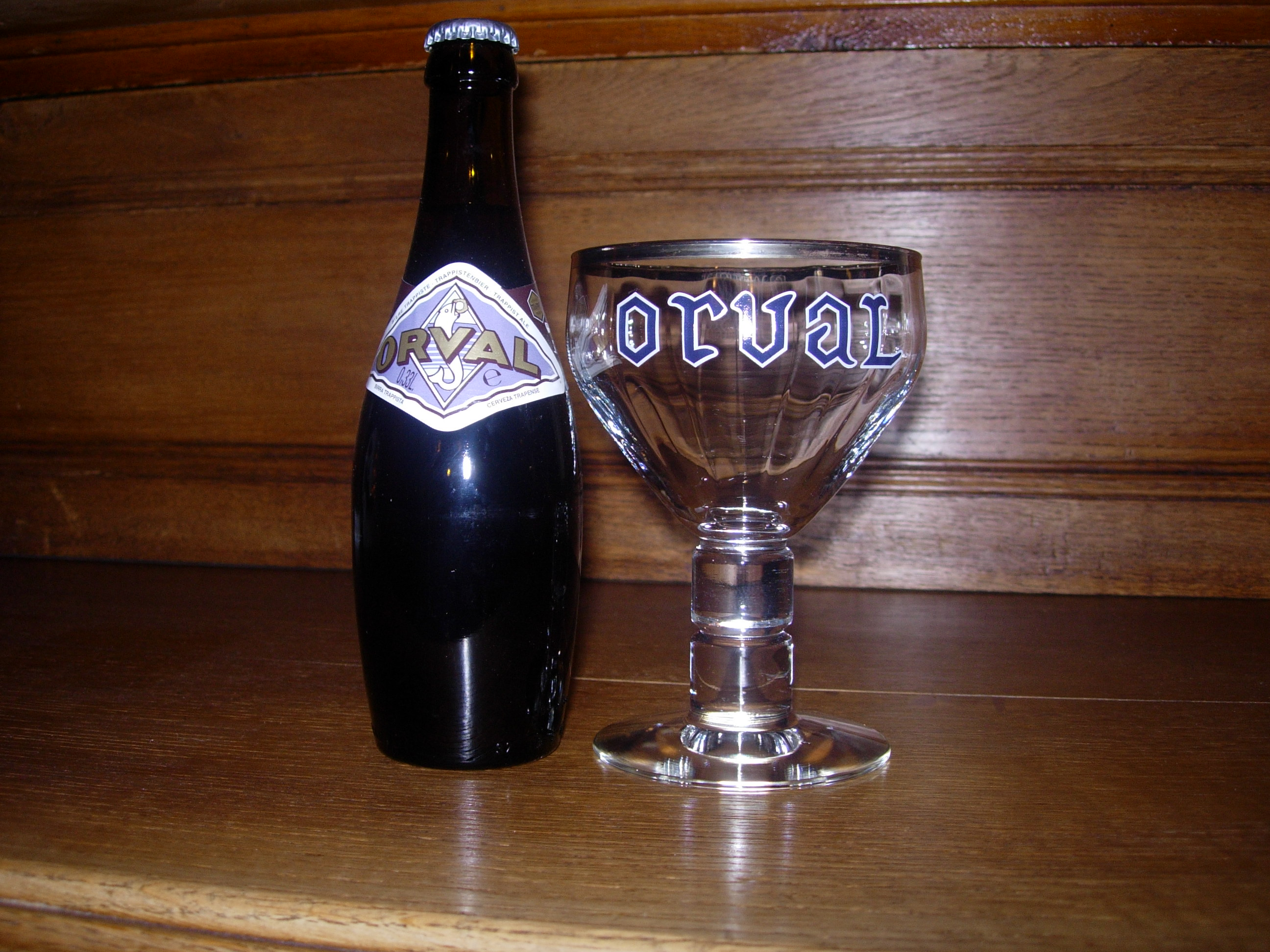
Пиво Orval та фірмовий келих.

Комерційний асортимент пива Orval обмежується одним сортом класичного траппістського пива:
- Orval — міцне пиво з вмістом алкоголю 6,2 % та складним смаком, який досягається використанням спеціальних дріжджів, які додаються до пляшки при розливі пива. Технологія, яка передбачає повторне бродіння пива вже безпосередньо у пляшці, обумовлює не лише підвищений вміст алкоголю, але й характерну замутненість кінцевого напою та його рясну піну. Випускається з моменту започаткування броварні у 1931 році.

Також броварня випускає ще один сорт пива, призначений насамперед для власних потреб абатства:
- Petit Orval (Малий Орваль) — зразок класичного Paterbier (пива отців), яке відрізняється невисокою міцністю (3,5 %) та доступне для продажу лише на території абатства та у кафе при броварні.